# Руднянський потік (притока Грону)
Руднянський потік (словац. Rudniansky potok) — річка в Словаччині, ліва притока Грону, протікає в округах Левиці і Жарновиця.
Довжина — 9,0-10,0 км. Витік знаходиться в масиві Годрушські пагорби — на висоті приблизно 655 метрів. Протікає територією сіл Углиська і Рудно-над-Гроном.
Впадає у Грон на висоті близько 200 метрів.